# Iskra (rejon kurski)
Iskra (ros. Искра) – osiedle typu wiejskiego w zachodniej Rosji, w sielsowiecie szczetinskim rejonu kurskiego w obwodzie kurskim.

## Geografia
Miejscowość położona jest nad Tuskarem (prawy dopływ Sejmu), 3,5 km od centrum administracyjnego sielsowietu (Szczetinka), przy północnej granicy centrum administracyjnego rejonu (Kursk), 4,5 km od drogi magistralnej (federalnego znaczenia) M2 «Krym».
W osiedlu znajdują się ulice: Dorożnaja, Pierwomajskaja i Szkolnaja (72 posesje).
Klimat
Miejscowość, jak i cały rejon, znajduje się w strefie klimatu kontynentalnego z łagodnym ciepłym latem i równomiernie rozłożonymi opadami rocznymi (Dfb w klasyfikacji klimatów Köppena).
|                            | Sty  | Lut  | Mar  | Kwi  | Maj  | Cze  | Lip  | Sie  | Wrz  | Paź  | Lis  | Gru  |
| -------------------------- | ---- | ---- | ---- | ---- | ---- | ---- | ---- | ---- | ---- | ---- | ---- | ---- |
| Najwyższe temperatury (°C) | -4,3 | -3,3 | 2,5  | 12,9 | 19,3 | 22,6 | 25,3 | 24,5 | 18,1 | 10,4 | 3,2  | -1,4 |
| Najniższe temperatury (°C) | -8,9 | -9   | -5,1 | 2,5  | 8,9  | 12,9 | 15,7 | 14,8 | 9,6  | 3,8  | -1,4 | -5,5 |
| Opady (mm)                 | 51   | 44   | 47   | 50   | 60   | 68   | 70   | 55   | 59   | 59   | 46   | 48   |
| Ilość dni z opadami        | 8    | 8    | 8    | 7    | 8    | 9    | 9    | 6    | 7    | 7    | 7    | 8    |

## Demografia
W 2010 r. osiedle zamieszkiwały 1794 osoby.